# متئو پالما
متئو پالما (انگلیسی: Matteo Palma؛ زادهٔ ۱۳ مارس ۲۰۰۸) بازیکن فوتبال اهل آلمان است که در حال حاضر برای باشگاه فوتبال اودینزه بازی می‌کند. 
وی همچنین در تیم‌های ملی فوتبال زیر ۱۵ سال ایتالیا، زیر ۱۶ سال آلمان و جوانان آلمان بازی کرده است.